# (8695) Bergvall
(8695) Bergvall es un asteroide perteneciente al cinturón de asteroides descubierto por el equipo del Uppsala-ESO Survey of Asteroids and Comets el 17 de marzo de 1993 desde el Observatorio de La Silla, Chile.

## Designación y nombre
Bergvall fue designado al principio como 1993 FW8.
Más tarde, en 2002, se nombró en honor del astrónomo sueco Nils Bergvall.

## Características orbitales
Bergvall orbita a una distancia media de 2,888 ua del Sol, pudiendo acercarse hasta 2,753 ua y alejarse hasta 3,022 ua. Tiene una inclinación orbital de 2,866 grados y una excentricidad de 0,04657. Emplea 1792 días en completar una órbita alrededor del Sol. El movimiento de Bergvall sobre el fondo estelar es de 0,2008 grados por día.

## Características físicas
La magnitud absoluta de Bergvall es 14,3.